# FindBugs
FindBugs — статический анализатор кода, написанный Уильямом Пью, который известен тем, что обнаружил ошибку в модели памяти Java. Программа использует статический анализ, чтобы найти потенциальные ошибки сотни различных типов в Java коде. FindBugs работает с Java байткодом, а не с исходным кодом. Приложение распространяется и как отдельное десктопное приложение и как плагин к Eclipse, Netbeans, IntelliJ IDEA и Hudson.